# Erich Uetrecht
Karl Heinrich Erich Uetrecht (* 24. April 1879 in Minden; † 9. Oktober 1960 in Seefeld) war ein deutscher Geologe und Archivar. Uetrecht erlangte Bedeutung als Leiter des Hauptarchivs der NSDAP.

## Leben
Nach dem Schulbesuch studierte Uetrecht Geologie. Während seines Studiums wurde er 1901/02 Mitglied der Landsmannschaft Borussia Münster und der Landsmannschaft Franconia Leipzig. Er promovierte 1906 in Bern zum Dr. phil. mit einer Dissertation über Die Ablation der Rhone in ihrem Walliser Einzugsgebiete im Jahre 1904–1905. Grundlage dieser Arbeit war seine im Auftrag der Schweizer Naturforschenden Gesellschaft vorgenommene Messung der Schlammführung der Rhone oberhalb ihrer Einmündung in den Genfersee vom April 1904 bis zum März 1905.
In den 1920er und frühen 1930er Jahren lebte Uetrecht in Berlin-Charlottenburg und engagierte sich in der NS-Straßenzelle „Ortsgruppe Sybel“. 1932 trat er in die NSDAP ein und erhielt die Mitgliedsnummer 867.596. Zunächst fand er Anstellung im Reichsschulungsamt. 1934 wurde Uetrecht mit der Leitung des Parteiarchivs der NSDAP und der DAF beauftragt, welches sich zunächst in Berlin befand, zum Jahresende jedoch nach München übersiedelt wurde. Als dieses Archiv am 14. Juni 1935 auf Anordnung von Rudolf Heß mit dem Pressearchiv der NSDAP zum Hauptarchiv der NSDAP vereinigt wurde, wurde Uetrecht Leiter dieser neuen Einrichtung, die „eine systematische Sichtung und Zusammenstellung alles die Parteigeschichte betreffenden oder mit ihr zusammenhängenden Materials zu gewährleisten“ hatte, zunächst als Oberbereichsleiter, ehe er im Januar 1938 zum Reichsamtsleiter befördert wurde. Ab 1939 war Uetrecht als Rudolf Heß’ Sachbearbeiter für das gesamte Archivwesen der NSDAP zuständig.
In dieser Eigenschaft strebte Uetrecht aggressiv nach einer fortwährenden Erweiterung der Archivbestände und erhob dabei „auch Anspruch auf provenienzfremde und beschlagnahmte Bestände“. Als Aufgaben des Hauptarchivs sah er dabei nicht nur das Sammeln und Aufbewahren von Archivalien, sondern auch die aktive Mitwirkung an der nationalsozialistischen Geschichtsschreibung und der Selbstdarstellung der „Bewegung“, beispielsweise im Rahmen von propagandistischen Ausstellungen und Publikationen.
Zusätzlich setzte sich Uetrecht zunehmend auch für eigene Anstrengungen des Hauptarchivs auf dem Gebiet der „Judenfrage“ ein. So versuchte er mit Hilfe eines eingerichteten Sonderreferats wiederholt, geraubte jüdische Besitztümer aus dem In- und Ausland an das Hauptarchiv überführen zu lassen. Dies führte schließlich zu wachsenden Interessens- und Machtkonflikten mit konkurrierenden nationalsozialistischen Institutionen, worauf Uetrecht 1942 vorzeitig in den Ruhestand versetzt wurde.
Nach Kriegsende forderte der öffentliche Kläger der Spruchkammer Starnberg zunächst, Uetrecht wegen seiner langjährigen Parteimitgliedschaft, seiner gehobenen Stellung sowie belastender Zeugenaussagen in die Gruppe der Hauptschuldigen einzustufen. Wegen fehlenden Beweismaterials wurde er 1948 jedoch in die Gruppe der Minderbelasteten eingereiht und hatte lediglich 300 RM an den Wiedergutmachungsfonds zu entrichten sowie die Verfahrenskosten zu tragen. Im Nachverfahren stufte ihn die Hauptkammer München-Land am 17. März 1949 schließlich als Mitläufer ein.

## Schriften
- Die Ablation der Rhone in ihrem Walliser Einzugsgebiete im Jahre 1904–1905. 1906. (Dissertation)
- Aura Academica: ein Jahrbuch für junge und alte Burschen. 1914.
- Der Akademische Hilfsbund. 1918.